# Смолярня (Березинський район)
Смолярня (біл. вёска Смалярня) — село в складі Березинського району Мінської області, Білорусь. Село підпорядковане Поплавській сільській раді, розташоване в східній частині області.